# یوزف هورنائر
یوزف هورنائر (انگلیسی: Josef Hornauer; ۱۴ ژانویهٔ ۱۹۰۸ – ۱۲ دسامبر ۱۹۸۵) بازیکن فوتبال اهل آلمان بود.
از باشگاه‌هایی که در آن بازی کرده‌است می‌توان به باشگاه فوتبال نورنبرگ و باشگاه فوتبال مونیخ ۱۸۶۰ اشاره کرد.
وی همچنین در تیم ملی فوتبال آلمان بازی کرده‌است.